# 가장국가
가장국가(家長國家)는 권력에 의한 지배관계를 가족의 관계로 대체하는 것이 옳다는 사상이다. 따라서 공적인 정치적 지배는 최대의 가부장으로서의 군주의 은정이라고 하며 또한 개인의 사적인 가족생활도 공적인 정치의 기초로서 직접 공권력과 연속성을 갖는다.
가장국가가 존속하는 조건은 가부장제에 기초한 가족제도가 강력하게 존재하고, 정치가 사가적 현상(私家的現象)이며, 그 목적은 대가족적 국가의 수장인 군주의 번영에 있다는 의식이 널리 존재하는 데 있다. 봉건제나 천황제가 그 전형이다.